# Hysterangiales
Hysterangiales là một bộ nấm trong phân lớp Phallomycetidae của lớp nấm Agaricomycetes. Theo một thống kê vào năm 2008, bộ này có năm họ, 18 chi, tương ứng với 114 loài.